# Olivier Dahan
 (février 2025).
Si vous disposez d'ouvrages ou d'articles de référence ou si vous connaissez des sites web de qualité traitant du thème abordé ici, merci de compléter l'article en donnant les références utiles à sa vérifiabilité et en les liant à la section « Notes et références ».
Pour les articles homonymes, voir Dahan.
Olivier Dahan, né le 26 juin 1967 à La Ciotat, est un réalisateur et scénariste français. 
Il est principalement connu pour ses films biographiques, La Môme (2008), Grace de Monaco (2014) et Simone, le voyage du siècle (2022). La Môme lui permet d'être nommé aux César dans trois catégories : meilleur film, meilleur réalisateur et meilleur scénario original.

## Biographie

### Jeunesse
Olivier Dahan passe son enfance à La Ciotat. Ses parents sont employés de Poste. Sa mère est originaire de Provence, son père est un juif rapatrié d'Algérie qui fut trésorier de l'antenne locale de la LICRA.
Sa sœur cadette est comédienne.

### Débuts de réalisateur (années 1990)
Olivier Dahan entre à vingt ans, en 1987, à l'École d'art de Marseille où il obtient en 1991 le diplôme national supérieur d'expression plastique.
Entre 1988 et 1997, il réalise sept courts-métrages, des clips  pour IAM, Mc Solaar, The Cranberries, Zucchero, etc. et participe à des expositions d'art. 
En 1994, il met en scène pour la chaîne Arte son premier long-métrage, Frères, dans la collection Tous les garçons et les filles de leur âge. Le film est sélectionné dans une version longue par le Festival international du film de Berlin dans la Sélection Panorama en 1995. 
En 1998 sort en salles Déjà mort, un thriller indépendant dans l'univers désespéré de jeunes niçois fortunés et mal dans leur peau, qu'il a écrit et réalise. Parmi les interprètes : Benoît Magimel, Romain Duris et Zoé Félix[réf. nécessaire].
Ce succès d'estime lui permet de passer à un projet plus grand public : en 2001, il dévoile ainsi une adaptation à gros budget du conte de Charles Perrault, Le Petit Poucet, dont il co-signe le scénario avec Agnès Fustier-Dahan[réf. nécessaire].
Il retrouve cette dernière pour le drame La Vie promise, sorti en 2002. Ce film sombre est porté par Isabelle Huppert dans le rôle d'une prostituée à la recherche de son ex-mari[réf. nécessaire].

### Grosses productions (depuis 2003)

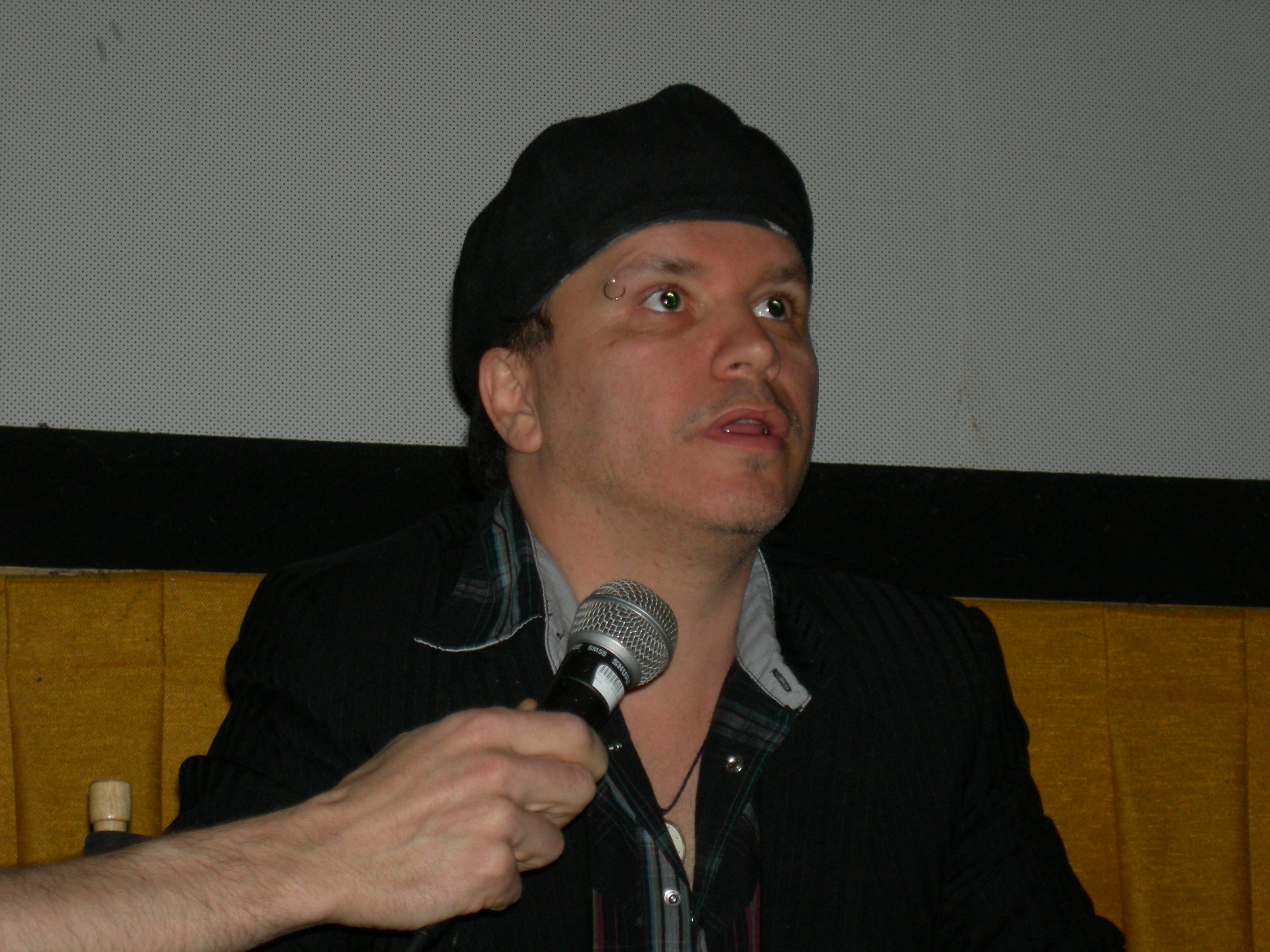
Le réalisateur en juin 2007 pour une présentation de La Môme.

En 2003, les producteurs Alain Goldman et Luc Besson lui proposent de réaliser Les Rivières pourpres 2 - Les anges de l'apocalypse, suite du succès critique et commercial co-écrit et réalisé par Mathieu Kassovitz. Si Jean Reno revient dans le rôle du commissaire Pierre Niemans, Benoît Magimel remplace Vincent Cassel dans le second rôle principal. C'est Luc Besson qui signe le scénario de ce film de commande[réf. nécessaire].
Dès le début de l'année 2004, il envisage de tourner un film sur la vie d'Édith Piaf qu'il réalise en 2006 avec Marion Cotillard dans le rôle de la chanteuse mythique. Le film, La Môme, (titré en anglais La Vie en rose), fait l'ouverture du Festival de Berlin 2007. Marion Cotillard obtient en 2008 pour sa composition un Golden Globe, le BAFTA, British Academy of Film and Television Arts de la meilleure actrice, le César de la meilleure actrice et l'Oscar de la meilleure actrice. L'Oscar du meilleur maquillage est aussi attribué à son équipe de maquillage.
En mai 2009, il réalise un court-métrage publicitaire avec Marion Cotillard pour le sac Lady Dior. En 2009 et 2010, il met en scène le spectacle Mozart, l'opéra rock, produit par Dove Attia et Albert Cohen. 

### Hollywood (années 2010)
L'année 2010 le voit tenter de percer à Hollywood : mais le mélodrame My Own Love Song avec Renée Zellweger et Forest Whitaker est un flop,.
Au cours de l'année 2011, il réalise le vidéo clip du titre éponyme du 8e album de Mylène Farmer, Bleu noir.
Pour son projet cinématographique suivant, il revient donc en France où il s'essaie pour la première fois à la comédie avec le film de bande Les Seigneurs  réunissant les stars hexagonales José Garcia, Franck Dubosc, Omar Sy, et Gad Elmaleh[réf. nécessaire].
En octobre 2012, il re-tente l'aventure américaine en réalisant pour la deuxième fois un biopic féminin : Grace de Monaco, lui permet de diriger Nicole Kidman dans le rôle de Grace Kelly, sur un script d'Arash Amel. Il est le film d'ouverture du Festival de Cannes 2014. Le film reçoit un mauvais accueil de la part des critiques et du public mais surtout de la part des Grimaldi qui demandent la censure du film à Monaco ; de plus, la famille royale et surtout Albert II s'opposent à ce que le film ait une récompense au Festival de Cannes 2014. La prestation de Nicole Kidman n'est pas saluée par Albert II ni le reste de sa famille, bien qu'appréciée des critiques. 
En février 2015, il est choisi pour réaliser le film : Un Sac de Billes adapté du roman-autobiographique de Joseph Joffo mais à la suite de désaccords artistiques, le projet est revenu à Christian Duguay. Il est choisi en mars 2016 pour adapter à l'écran le livre Charlotte de David Foenkinos.
Mais finalement, en janvier 2019, il revient au biopic pour raconter la vie de Simone Veil, avec Elsa Zylberstein dans le rôle-titre.

## Filmographie

### Cinéma

#### Longs métrages
- 1994 : Frères (Série Tous les garçons et les filles de leur âge)
- 1998 : Déjà mort
- 2001 : Le Petit Poucet
- 2002 : La Vie promise
- 2004 : Les Rivières pourpres 2 : les Anges de l'Apocalypse
- 2007 : La Môme (titre international : La Vie en rose)
- 2010 : My Own Love Song
- 2012 : Les Seigneurs
- 2014 : Grace de Monaco
- 2022 : Simone, le voyage du siècle

#### Court métrage
- 2008 : Love Stories

### Clips
- Zenzile, Simple Lesson
- The Cranberries, Animal instinct
- The Cranberries, Salvation
- The Cranberries, Promises
- The Cranberries, This Is The Day
- Dolores O'Riordan, When We Were Young
- Silmarils, Cours vite
- Raphael, Caravane
- Raphael, Ne partons pas fachés
- Stéphan Eicher, 1000 vies
- Renaud, Docteur Renaud mister Renard
- MC Solaar, Les temps changent
- IAM, Planète Mars
- Princess Erika, Faut qu'j'travaille
- France Gall, La seule chose qui compte
- Raphaël, Le vent de l'hiver
- Eagle-Eye Cherry, Falling in love
- Zucchero, Non eppure ti amo
- Zucchero, Cosi celeste
- Sharleen Spiteri, All the times I cried
- Francis Cabrel, Hors saison
- Cali, Comme j'étais en vie
- Mozart, l'opéra rock, Vivre à en crever et Le bien qui fait mal
- Raphael, Le Bar de l'hôtel
- Mylène Farmer, Bleu noir
- Rachid Taha, Indie (1+1+1)

### Publicité
- 2004 : Sentai Sony PlayStation - publicité réalisée pour promouvoir les jeux de la PlayStation 2 pour Sony en 2004, réalisée à l'aide des cascadeurs de la série amateur Sentai intitulée France Five[Quoi ?][réf. nécessaire]

## Spectacle musical
- Mozart, l'Opéra Rock : septembre 2009, opéra rock au Palais des sports

## Distinctions
- 2008 : pour La Môme
  - nomination - Lumière du meilleur réalisateur
  - nomination - César du meilleur réalisateur
  - nomination - César du scénario original
  - nomination - Étoile d'or du meilleur film
  - nomination - Étoile d'or du meilleur réalisateur
  - nomination - Ours d'argent du meilleur réalisateur
  - nomination - Ours d'or (Meilleur film)
- 2014 : pour Grace de Monaco
  - Film d'ouverture du Festival de Cannes